# 右玉県
右玉県（ゆうぎょく-けん）は中華人民共和国山西省朔州市に位置する県。

## 歴史
明朝により設置された右玉林衛を前身とする。清朝が成立すると右玉衛と改称、1725年（雍正3年）には右玉県に昇格した。
1949年から1952年までは察哈爾省の管轄とされた。1958年には廃止され左雲県に編入されたが、1961年に再設置され現在に至る。

## 行政区画
- 鎮:新城鎮、右衛鎮、威遠鎮、元堡子鎮
- 郷:牛心堡郷、高家堡郷、楊千河郷、李達窯郷